# Paul Kostabi
Paul Kostabi (Whittier, 1º ottobre 1962) è un pittore, musicista e produttore discografico statunitense.

## Biografia
Soprannominato "ENA", è figlio di rifugiati di guerra estoni, scappati negli Stati Uniti in seguito all'occupazione sovietica del loro paese. È fratello dell'artista Mark Kostabi. Kostabi ha fondato, insieme ad altri, i seguenti gruppi musicali: Youth Gone Mad (1981), White Zombie (1984) e Psychotica.
Nel 2002 Kostabi ha suonato, insieme a Dee Dee Ramone e C.J. Ramone (dei Ramones), la canzone Blitzkrieg Bop alla Roseland Ballroom di New York, insieme anche a Daniel Rey e Marky Ramone. È stata l'ultima volta che questi componenti dei Ramones sono apparsi sullo stesso palco. In seguito, Kostabi ha suonato e inciso con Dee Dee Ramone Too Tough to Die Live, ed ha inoltre inciso anche con i False Alarm e gli Hammerbrain.
Nel 2006 ha dato vita a uno studio di registrazione a Piermont, nello Stato di New York. Insieme a Dee Dee Ramone ha prodotto una serie di dipinti esposti nelle gallerie di tutto il mondo. Nel 2002 è stato pubblicato un LP su vinile dal titolo "Youth Gone Mad featuring Dee Dee Ramone", prodotto dalla casa discografica indipendente trend is dead! records, con musiche di Kostabi e Dee Dee. Tra le gallerie che ospitano i dipinti di Kostabi è possibile ricordare la galleria Quadreria di San Donà di Piave e la Follin Gallery

## Mostre selezionate
- 1983 Long Beach Poets Society, Long Beach, California
- 1984 Fashion Moda Gallery Group show, New York
- 1984 Casa Nada Gallery, New York
- 1985 No Se No Gallery, New York
- 1985 Ronald Feldman Gallery Group show, New York
- 1986 Edge Gallery group show Fullerton
- 1989 USA Gallery, New York
- 1991 Tunnel Gallery, New York
- 1994 Orenzans Foundation group show, New York
- 1995 ABC No RIO Gallery Group show, New York
- 1999 Great Linford Manor, Milton Keynes
- 1999 PANX, Tolosa
- 2001 Musical Tragedies Internet show, Furth
- 2001 Destroy All Music, Silverlake
- 2001 Dark Delicacies, Burbank
- 2001 SPA, New York
- 2001 Lakeside Lounge, New York
- 2001 Max Fish, New York
- 2001 Taylors, Photo Show, New York
- 2002 Gallerie Haus, Norimberga
- 2002 Saletta De' Arte Viviani, Pisa
- 2002 Knitting Factory, Los Angeles, con Dee Dee Ramone
- 2009 Palazzo Duchi di Santo Stefano, Taormina
- 2019 CASATI Arte Contemporanea, Torino

## Acquisizioni da parte di musei
- Museo di Paterson, nel New Jersey
- Guggenheim Museum, New York[senza fonte]
- New England Museum of Art, Brooklyn, nel Connecticut.
- Millennium Museum
- Whitney Museum of Art, Video, Paper Tiger Sessions.
- Museo MUSEION di Bolzano, Italy
- Museo PHOMA (Pierpaolo Home of Modern Art) di Putney, Londra, Inghilterra